# Nuestra Señora del Rosario de la Piedra
Nuestra Señora del Rosario de la Piedra, también conocida como la virgen de la piedra, es una imagen de la virgen que se encuentra en el barrio Capilla del Rosario, en Medellín (Colombia).

## Historia
En el título de propiedad registrado en la notaría 7 de Medellín el 9 de octubre de 1957, por el párroco de belén Pbro. Ignacio Duque Salazar, consta que: "En el año de 1857 un señor de apellido ROJAS vio en una piedra el resplandor de la imagen de la virgen, y desde esa fecha empezó la veneración en la capilla.
Esta piedra fue recogida de una quebrada llamada la Jabonosa, Puerto Nare, por una lavandera, utilizándola para ropa y machacar frutas.
La señora era sumamente pobre y viéndose atribulada por una deuda la entregó como pago al señor Domingo Gutiérrez. Dicho señor le manifestó que no se la aceptaba porque pensaba perdonarle lo que le debía, pero la señora insistió.
Don domingo trajo la piedra a su hacienda de Belén Rincón y después de algunos días la cogió para ver si le servía para amolar y alcanzó a ver una bella sombra. Tomaron la piedra y la mostraron al Señor Párroco de Belén y desde entonces se levantó una pequeña gruta en lo que hoy es barrio Capilla del Rosario.
Desde el año 1857 es centro de peregrinación. Se conserva el recordatorio del centenario de la virgen del año 1957. La han visitado los Arzobispos de Medellín Tulio Botero Salazar y Héctor Rueda Hernández Jaramillo, entre otros Obispos y personajes.